# Valparaíso (São Paulo)
Valparaíso – miasto i gmina w Brazylii, w stanie São Paulo. Znajduje się w mezoregionie Araçatuba i mikroregionie Araçatuba.